# Karl-Hermann-Flach-Stiftung

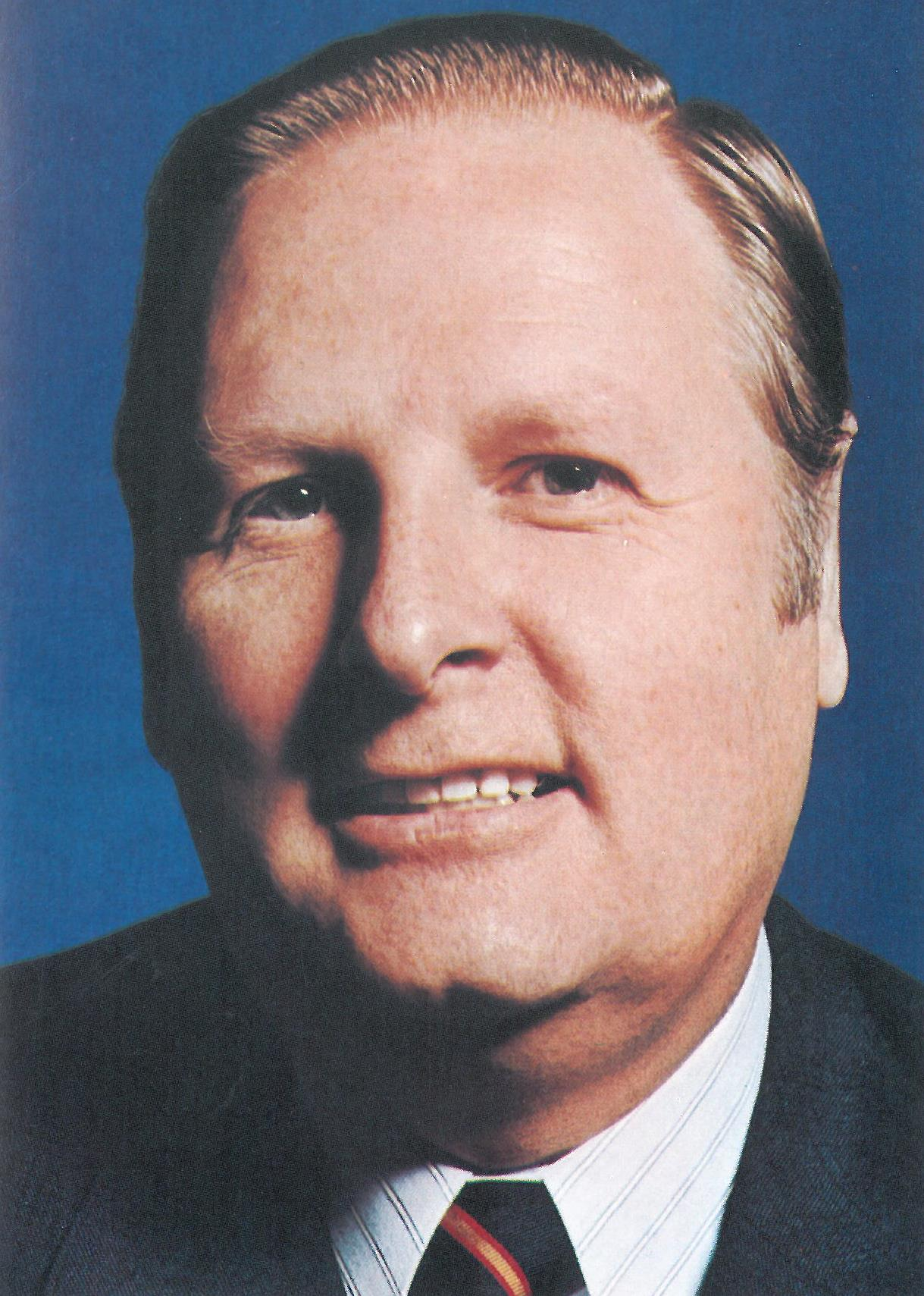
Karl-Hermann Flach (etwa 1972)

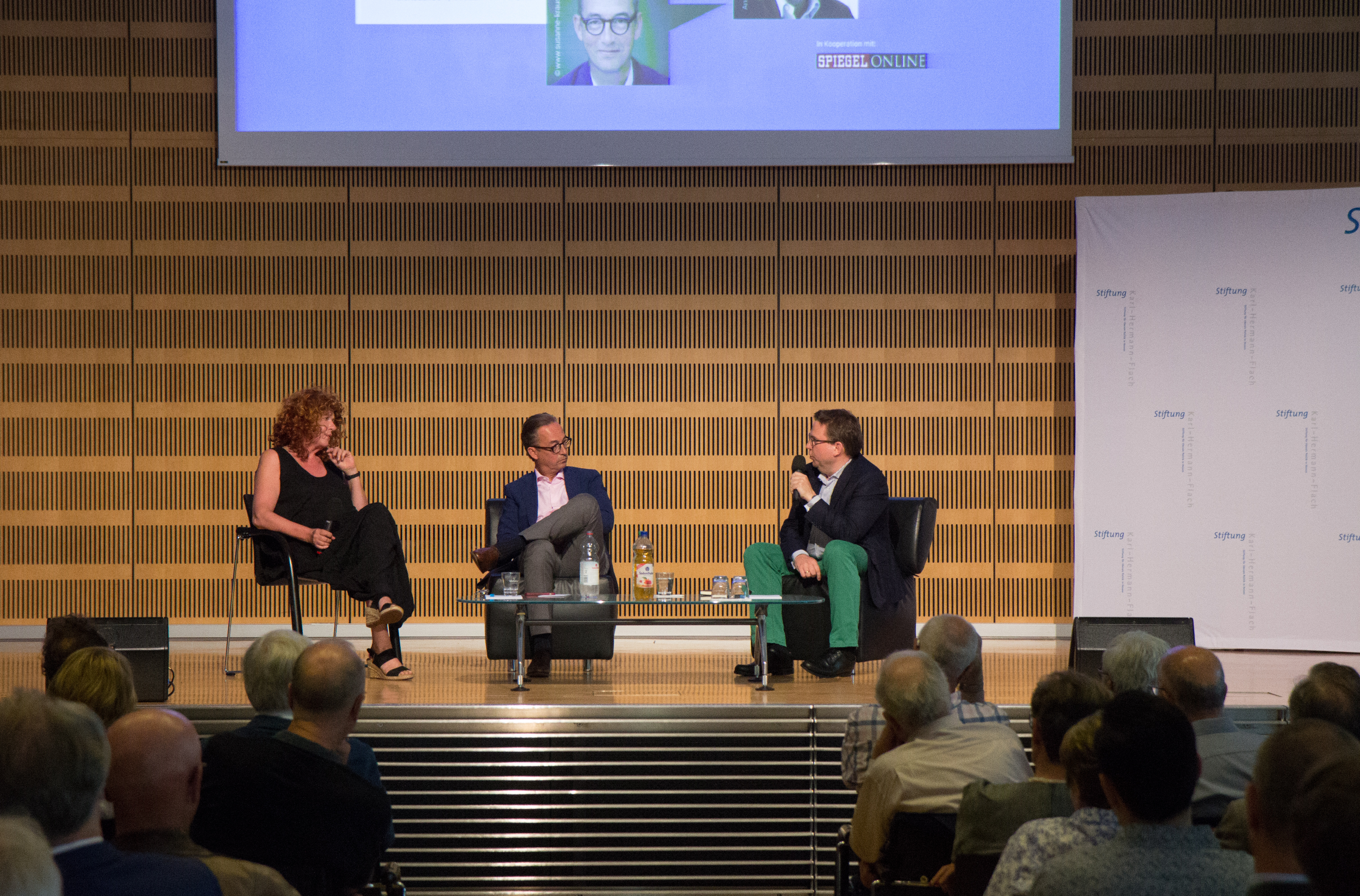
Veranstaltung der Karl-Hermann Flach Stiftung am 30. Mai 2017 im Tagungssaal der Deutschen Nationalbibliothek mit Jan Fleischhauer, Stefan Ruppert und Cora Stephan.

Die Karl-Hermann-Flach-Stiftung ist eine der Freien Demokratischen Partei (FDP) nahestehende Stiftung in Hessen mit Sitz in Wiesbaden.

## Geschichte
Die Stiftung wurde 1977 als Verein gegründet Zu den Gründern zählten unter anderem Heinz-Herbert Karry und Otto Wilke. Sie wurde nach Karl-Hermann Flach benannt, dem ersten Generalsekretär der FDP. 2007 erfolgte die im selben Jahr anerkannte Umwandlung in eine Stiftung.
Vorsitzender des Vorstandes der Stiftung wurde Anfang 2019 Frank Blechschmidt. Er löste Herbert Hirschler ab, der seit 1994 als Vorsitzender wirkte.

## Zweck
Die Stiftung ist als Bildungseinrichtung im Bundesland Hessen tätig und trägt auf überparteilicher Grundlage zur Förderung von Demokratie und Liberalismus bei.

## Tätigkeiten

### Veranstaltungen
Um ihre Ziele zu erreichen, führt sie jährlich rund 100 Veranstaltungen in Kooperation mit dem Länderbüro Hessen/Rheinland-Pfalz der Friedrich-Naumann-Stiftung für die Freiheit durch. Auch mit anderen Institutionen wurde und wird zusammengearbeitet.
Das Themenspektrum ist umfassend und beinhaltet zum Beispiel elektronische Medien, Förderung von Kunst und Kultur, politische Satire, sexuellen Missbrauch, Integration von Zugewanderten, neue Wahlrechtsregelungen, Perspektiven der Bundeswehr, die Bürgernähe der Europäischen Union, obdachlose Kinder in Rumänien, die Leistungsfähigkeit des deutschen Hochschulwesens, Parlamentarismusfragen, Jugendhilfe, den Nahostkonflikt, die Attraktivität des Industriestandorts Deutschland, Gedenkstätten-Arbeit, die Förderung von Hochbegabten, die Zukunft des Liberalismus, Bürgerengagement, die Rolle des Bargelds, Wahlen in den Vereinigten Staaten, die deutsche Sprache, Indexfonds den Arabischen Frühling oder Fahrverbote aufgrund von Umweltbelastungen.
Auch Lesungen zählen zu den Veranstaltungen. Solche gab es beispielsweise mit Amos Oz, Lea Fleischmann oder Christian Bommarius.
Ein Veranstaltungsformat mit langer Tradition ist zudem das Heppenheimer Symposium. Seit 1992 befasste sich diese Tagung beispielsweise mit Themen der frühkindlichen Bildung, der Flüchtlingskrise von 2015, der eigenen Parteigeschichte oder der Erinnerungskultur.

### Schriften
In loser Folge hat die Stiftung Schriften zu verschiedenen Themen veröffentlicht. Dazu gehören beispielsweise der Katalog über eine Wanderausstellung zu Theodor Heuss, lokalgeschichtliche Studien zum Liberalismus, Konferenzschriften oder eine Arbeit zur Geschichte der hessischen FDP.

### Karl-Hermann-Flach-Preis
Die Stiftung verleiht seit 2010 den mit 5.000 € dotierten Karl-Hermann-Flach-Preis.

## Gremien
Die Stiftung besitzt einen Vorstand, einen Stiftungsrat und einen Beirat.

### Vorstand
- Vorsitzender: Frank Blechschmidt, Rechtsanwalt und Notar,
- Stv. Vorsitzender: Dirk Pfeil, Vizepräsident des Hessischen Landtages a. D.
- Schatzmeister: Wilfried Henzler, Wirtschaftsprüfer und Steuerberater
- Beisitzerin: Marion Schardt-Sauer, MdL
- Beisitzer: Volker Fasbender, ehemaliger Hauptgeschäftsführer des Unternehmerverbands Frankfurt Rhein-Main e. V.

### Stiftungsrat
- Vorsitzender: Roland Kirchner
- Stv. Vorsitzender: Stefan Müller
- Mitglieder:
  - Gerold Dieke, Regierungspräsident a. D.
  - Andreas W. Freiherr von Gall, Vizepräsident des Hessischen Rechnungshofs a. D.
  - Wolfgang Gerhardt, Staatsminister a. D.
  - Achim Güssgen-Ackva
  - Jörg-Uwe Hahn MdL Hessen, Vizepräsident des Hessischen Landtags, Staatsminister a. D.
  - Dorothea Henzler, Staatsministerin a. D.
  - Herbert Hirschler, Staatssekretär a. D.
  - Wolfgang Knoll, Erster Kreisbeigeordneter a. D.
  - Wolfgang Müsse
  - Stefan Naas, MdL Hessen
  - Anke Pfeil
  - Liselotte Pfeil
  - Moritz Promny, MdL Hessen
  - Brigitte Reifschneider-Groß
  - Stefan Ruppert, MdB a. D., ehem. Landesvorsitzender der FDP Hessen
  - Ulrich Schneider
  - Bettina Stark-Watzinger, MdB, Bundesministerin für Bildung und Forschung, Mitglied im FDP-Bundesvorstand
  - Maria Terzopoulou
  - Marianne Wagner, Wiesbaden
  - Ruth Wagner, Staatsministerin a. D.

### Wissenschaftlicher Beirat
- Jürgen W. Falter, Senior-Forschungsprofessor am Institut für Politikwissenschaft der Johannes Gutenberg-Universität Mainz
- Jan Fleischhauer, Journalist und Focus-Autor
- Steffen Saebisch, Staatssekretär im Bundesministerium der Finanzen
- Herbert Hirschler, Staatssekretär a. D.

## Finanzierung und Aufsicht
Neben Spenden und Zinsen aus dem Stiftungskapital und Seminar-Einnahmen erhält die Karl-Hermann-Flach-Stiftung Mittel des Landes Hessen. Zwischen 1992 und 1999 erhielt die Stiftung jährlich 40.000 DM; im Jahr 2021 beliefen sich diese Mittel auf rund 37.000 Euro. Die Stiftungsaufsicht liegt beim Regierungspräsidium Darmstadt.